# Runar Backman
Runar Valfrid Backman, född 6 oktober 1910 i Såka i Österbotten, död 30 oktober 1997 i Mariehamn på Åland, var en åländsk präst och skribent. Han har bidragit till att skapa kännedom om Kökars franciskankonvent som var verksamt mellan 1300- och 1500-talet.

## Biografi
Backman föddes som son till bonden Anders Fridolf Backman och dennes hustru Brita Johanna Masar. Han skrev studenten 1931 och avlade teol.dim:examen 1936. Backman gifte sig 1937 med hälsosystern Anni Maria Nylund.
Backman blev anställd som präst i Vårdö församling 1936. Året därpå flyttade han till Kökar där han stannade till 1946. Han intresserade sig för Kökars franciskankonvent som etablerades under 1300-talet men förföll efter reformationen på 1500-talet. År 1945 skrev Backman en pastoralexamensavhandling där Kökars historia behandlas, och han kom att bli en aktiv värnare av klosterminnet.
Därefter blev han direktör för Församlingsförbundet 1946–1960 och chefredaktör för Församlingsbladet 1956–1960, Kyrkpressens föregångare. År 1960 blev han prost. Han fungerade som Kyrkpressens chefredaktör under åren 1981–1982.  De sista åren innan pensioneringen var han kyrkoherde i Jakobstads svenska församling.
Efter pensioneringen återvände makarna Backman till Kökar där Backman fortsatte att arbeta ännu några år. Han engagerade sig i de utgrävningar som gjordes på 1970-talet av franciskanerkonventet, och var tillsammans med antikvarien Kurt Weber en tillskyndare till att inreda ett kapell i den gamla klosterkällaren. Backmans insatser tillsammans med arkeologer och historiker har spelat en viktig roll i skapandet av klosterminnet som minnesplats och den årliga Franciskus-festen som uppmärksammats sedan slutet av 1970-talet.
År 1972 medverkade han i en TV-film om den religiösa rörelsen Åkerblomsrörelsen.
År 1982 gav han ut den självbiografiska boken Ett rikt liv. År 1985 gav han ut en biografi om kökarbon Erik Jorpes, heparinets upptäckare.